# چپرقیه (کلیبر)
چپرقیه یکی از روستاهای استان آذربایجان شرقی است که در دهستان قشلاق بخش آبش‌احمد شهرستان کلیبر واقع شده‌است.